# Malé Chvojno
Malé Chvojno je malá vesnice, část obce Velké Chvojno v okrese Ústí nad Labem. Nachází se asi 1 km na severozápad od Velkého Chvojna. Prochází tudy železniční trať Děčín – Oldřichov u Duchcova.  Malé Chvojno je také název katastrálního území o rozloze 1,62 km².

## Historie
První písemná zmínka o vesnici pochází z roku 1546.

## Obyvatelstvo
Při sčítání lidu v roce 1921 ve vsi žilo 174 obyvatel (z toho 78 mužů), z nichž byli dva Čechoslováci, 169 Němců a tři cizinci. Kromě čtyř evangelíků byli římskými katolíky. Podle sčítání lidu z roku 1930 měla vesnice 218 obyvatel: 27 Čechoslováků, 190 Němců a jednoho cizince. S výjimkou pěti evangelíků, dvou členů církve československé a patnácti lidí bez vyznání se hlásili k římskokatolické církvi.
|                                                                             | 1869 | 1880 | 1890 | 1900 | 1910 | 1921 | 1930 | 1950 | 1961 | 1970 | 1980 | 1991 | 2001 | 2011 |
| --------------------------------------------------------------------------- | ---- | ---- | ---- | ---- | ---- | ---- | ---- | ---- | ---- | ---- | ---- | ---- | ---- | ---- |
| Obyvatelé                                                                   | 177  | 165  | 171  | 175  | 158  | 174  | 218  | 198  | 131  | 136  | 101  | 88   | 110  | 106  |
| Domy                                                                        | 29   | 33   | 33   | 34   | 35   | 37   | 41   | 45   | —    | 33   | 30   | 30   | 31   | 33   |
| Počet domů z roku 1961 je zahrnut v celkovém počtu domů obce Velké Chvojno. |      |      |      |      |      |      |      |      |      |      |      |      |      |      |